# One More Chance (Michael Jackson)
One More Chance is een single van zanger Michael Jackson. Het is afkomstig van zijn laatste album Number Ones, waarop het het enige nieuwe nummer was, tussen een verzameling van oude hits. Het nummer is geschreven en geproduceerd door R. Kelly. Uiteindelijk stond One More Chance vijf weken in de Nederlandse Top 40 met als hoogste positie nr. 23.

## Videoclip
Op 18 november 2003 werd begonnen met het filmen van een videoclip voor het nummer. Het filmen werd echter gestaakt toen Jacksons huis Neverland Ranch werd doorzocht door de politie. Na Jacksons overlijden werd deze clip dan toch, ook al was hij niet af, opgenomen op de dvd Michael Jackson's Vision.

## Hitnotering
| One More Chance in de Nederlandse Top 40 binnen: 13 december 2003 | One More Chance in de Nederlandse Top 40 binnen: 13 december 2003 | One More Chance in de Nederlandse Top 40 binnen: 13 december 2003 | One More Chance in de Nederlandse Top 40 binnen: 13 december 2003 | One More Chance in de Nederlandse Top 40 binnen: 13 december 2003 | One More Chance in de Nederlandse Top 40 binnen: 13 december 2003 | One More Chance in de Nederlandse Top 40 binnen: 13 december 2003 |
| Week                                                              | 1                                                                 | 2                                                                 | 3                                                                 | 4                                                                 | 5                                                                 | 6                                                                 |
| ----------------------------------------------------------------- | ----------------------------------------------------------------- | ----------------------------------------------------------------- | ----------------------------------------------------------------- | ----------------------------------------------------------------- | ----------------------------------------------------------------- | ----------------------------------------------------------------- |
| Nummer                                                            | 35                                                                | 24                                                                | 23                                                                | 33                                                                | 40                                                                | uit                                                               |